# 有間町
有間町（あんまちょう）は、愛知県豊田市の地名。

## 地理
豊田市の北東部にあり、矢作川が複雑に湾曲するところの左岸に沿っている。旭地区（旧東加茂郡旭町の町域にほぼ相当する）に属する。北で榑俣町、北東で上中町・島崎町、東で小渡町・小田町、南で大坪町、南西で笹戸町、北西で平畑町と隣接する。人家は主として町域西部、及び宇内戸（うないと）と呼ばれる町域北部に、それぞれ点在している。
産業は農林業が中心である。また、兼業農家が多数を占める。

### 字一覧
- 赤坂（あかさか）[WEB 4]
- 池ハサ（いけはさ）[WEB 4]
- 石田（いしだ）[WEB 4]
- 一二洞（いちにがほら）[WEB 4]
- 入之洞（いりのほら）[WEB 4]
- 有洞（うとう）[WEB 4]
- 宇内戸（うないど）[WEB 4]
- 大平（おおひら）[WEB 4]
- 折々地（およじ）[WEB 4]
- カムリ[WEB 4]
- 川脇（かわき）[WEB 4]
- 木和田（きわだ）[WEB 4]
- 桑凹（くわくぼ）[WEB 4]
- 桜凹（さくらくぼ）[WEB 4]
- 下平（しもだいら）[WEB 4]
- 尺寸（しゃくじ）[WEB 4]
- 惣作（そうさく）[WEB 4]
- 空山（そらやま）[WEB 4]
- 竹ノ下（たけのした）[WEB 4]
- 寺ノ下（てらのした）[WEB 4]
- 仲田（なかだ）[WEB 4]
- 中通（なかどおり）[WEB 4]
- 前平（まえひら）[WEB 4]
- 見竹（みたけ）[WEB 4]
- 峰垣戸（みねがいと）[WEB 4]
- 峰ケ洞（みねがほら）[WEB 4]
- 簗ケ崎（やながさき）[WEB 4]
- 山本（やまもと）[WEB 4]
- 横手（よこて）[WEB 4]
- 横手下（よこてした）[WEB 4]

## 歴史

### 沿革
- 江戸期には有間村として三河国加茂郡に所属していた[1]。
- 1635年（寛永12年）当時- 栗原藩領であった[3]。
- 1638年（寛永15年）- 栗原藩が廃絶。以後、有間村では領主の激しい交代が行われたという[3]。また、幕府の直轄地になったとも言われる[1]。
- 1681年（天和元年）- 旗本本多忠周の知行地となる。
- 1878年（明治11年）- 郡区町村編制法施行により、加茂郡が東加茂郡と西加茂郡に分割される。それに伴い、所属が加茂郡から東加茂郡に変更される[1]。
- 1889年（明治22年）10月1日- 町村制施行により、有間村、菊田村、東加塩村、押井村、万根村、榊野村、杉本村、笹戸村、市平村、池島村、東萩平村、大坪村が合併して東加茂郡野見村が誕生し[4]、有間村は野見村大字有間に変更される[1]。
- 1906年（明治39年）5月1日- 野見村、介木村、生駒村、築羽村が合併して旭村が誕生し[5]、野見村大字有間は旭村大字有間に変更される[1]。
- 1912年（明治45年）- 杉本から旧菊田村の地域を編入する[1]。
- 1949年（昭和24年）- 旧菊田村の地域と小田地区（小田（こだ）、宮ノ前（みやのまえ）、ハサマ、扇田（おおぎだ）の5字[6]）が分離する[1]。
- 1967年（昭和42年）4月1日- 旭村が町制を施行し旭町になる。これに伴い、住所表示が旭町大字有間に変更される[1]。
- 2005年（平成17年）4月1日- 旭町の豊田市への編入に伴い、住所表示が豊田市有間町に変更される。

## 世帯数と人口
2019年（令和元年）7月1日現在の世帯数と人口は以下の通りである。
| 町丁   | 世帯数 | 人口  |
| ------ | ------ | ----- |
| 有間町 | 40世帯 | 112人 |

### 人口の変遷
国勢調査による人口の推移
| 2005年（平成17年） | 121人 | [ WEB 5 ] |  |
| 2010年（平成22年） | 113人 | [ WEB 6 ] |  |
| 2015年（平成27年） | 116人 | [ WEB 7 ] |  |

## 学区
市立小・中学校に通う場合、学区は以下の通りとなる。
| 番・番地等 | 小学校             | 中学校           |
| ---------- | ------------------ | ---------------- |
| 全域       | 豊田市立小渡小学校 | 豊田市立旭中学校 |

## 寺社
- 白鳥神社

旧有間村村社。1472年（文明4年）の棟札が残っている。

## 文化財

### 散布地
- 竹ノ下（たけのした）遺跡[WEB 9]
- 宇内戸（うないと）遺跡[WEB 9]
- 桑凹（くわくぼ）遺跡[WEB 9]

いずれの遺跡も縄文時代のものである。

### その他墓
- 山本第1古墓[WEB 10]

中世時代の古墓である。

### その他
町域の各所に宝篋印塔、五輪塔など7基が散在するが、そのうち完全な形で残っているものは、山本にある五輪塔2基、及び桑凹の五輪塔1基とされる。。

## その他

### 日本郵便
- 郵便番号 : 444-2827[WEB 2]（集配局：旭郵便局[WEB 11]）。

### WEB
1. 1 2 3  “豊田市の人口　2019年7月1日現在人口　詳細データ - 町別面積・人口・世帯数”.   豊田市 (2019年7月11日). 2019年7月15日閲覧。
2. 1 2  “有間町の郵便番号”.  日本郵便. 2019年7月15日閲覧。
3. ↑  “市外局番の一覧”.   総務省. 2019年6月24日閲覧。
4. 1 2 3 4 5 6 7 8 9 10 11 12 13 14 15 16 17 18 19 20 21 22 23 24 25 26 27 28 29 30  “愛知県豊田市有間町の住所一覧”.   ゼンリン. 2024年3月29日閲覧。
5. ↑  “平成17年国勢調査の調査結果(e-Stat) - 男女別人口及び世帯数 －町丁・字等”.   総務省統計局 (2014年6月27日). 2019年3月23日閲覧。
6. ↑  “平成22年国勢調査の調査結果(e-Stat) - 男女別人口及び世帯数 －町丁・字等”.   総務省統計局 (2012年1月20日). 2019年3月23日閲覧。
7. ↑  “平成27年国勢調査の調査結果(e-Stat) - 男女別人口及び世帯数 －町丁・字等”.   総務省統計局 (2017年1月27日). 2019年3月23日閲覧。
8. ↑  “2019年度豊田市立小中学校区一覧表” (PDF).   豊田市 (2019年6月26日). 2019年7月15日閲覧。
9. 1 2 3  埋蔵文化財一覧　散布地（豊田市ウェブサイト、2012年1月9日閲覧）
10. ↑  埋蔵文化財一覧　その他墓（豊田市ウェブサイト、2012年1月9日閲覧）
11. ↑  “郵便番号簿 2018年度版” (PDF).   日本郵便. 2019年6月10日閲覧。

### 書籍
1. 1 2 3 4 5 6 7 8 9  「角川日本地名大辞典」編纂委員会 1989, p. 126.
2. ↑  「角川日本地名大辞典」編纂委員会 1989, p. 1999.
3. 1 2 3 4  有限会社平凡社地方資料センター 1981, p. 931.
4. ↑  『豊田加茂の地名』：20ページ
5. ↑  『豊田加茂7市町村の合併の記録』：21ページ
6. ↑  『豊田加茂の地名』：70ページ